# Bathypsammia tintinnabulum
Espèce
Statut CITES
Bathypsammia tintinnabulum est une espèce de coraux appartenant à la famille des Dendrophylliidae.